# Carlo Angeleri
Carlo Angeleri (* 4. Februar 1894 in Silvano Pietra, Provinz Pavia; † 22. Mai 1979) war ein italienischer römisch-katholischer Geistlicher und Weihbischof in Tortona.

## Leben
Carlo Angeleri empfing am 21. Mai 1921 das Sakrament der Priesterweihe.
Am 7. August 1948 ernannte ihn Papst Pius XII. zum Titularbischof von Ptolemais in Libya und zum Weihbischof in Tortona. Der Bischof von Tortona, Egisto Domenico Melchiori, spendete ihm am 10. Oktober desselben Jahres die Bischofsweihe; Mitkonsekratoren waren der Bischof von Nicotera und Tropea, Felice Cribellati FDP, und der Bischof von Macerata und Tolentino, Silvio Cassulo.
Carlo Angeleri nahm an allen vier Sitzungsperioden des Zweiten Vatikanischen Konzils teil.